# Anglia Ruskin University
Anglia Ruskin University, tidligere Anglia Polytechnic University, er et universitet i England, med campus'er i Cambridge, Chelmsford, Peterborough, Writtle, og London.